# Pieter Fleury
Pieter Fleury (1955)  is een Nederlandse documentairemaker.

## Carrière
Fleury studeerde in 1978 af aan de Nederlandse filmacademie. Hij speelde de rol van Jacques in de speelfilm Het Debuut uit 1977.
In 1983 kwam Beyond Tokyo uit, een documentaire over de metro van Tokio. Deze film werd in dat jaar bekroond met zilver op het Tokyo Festival en met brons op het New York International Film "&" TV Festival. Beyond Tokyo werd in 1985 gevolgd door Shanghai, The People's City. Deze documentaire over het leven in de Chinese miljoenenstad Shanghai, geregisseerd en geproduceerd door Fleury, werd genomineerd voor het Gouden Kalf 1985 en bekroond met zilver op het Film "&" TV Festival, 1985.
In 1994 maakte hij in samenwerking met de HOS en het RO Theater De Taal van Geweld, een drama-coproductie over zinloos geweld.  
In 2002 kwam Ramses: Où est mon prince uit, een documentaire over het leven van de Nederlandse chansonnier en acteur Ramses Shaffy. Voor deze film ontving Fleury het Gouden Kalf 2002 voor beste Nederlandse lange documentaire.
In 2004 bracht Fleury Noord-Korea: een dag uit het leven uit. De film volgt een gewone dag in het leven van een doorsnee Noord-Koreaans gezin: de familie Hong Sun Hui. De productie van deze documentaire werd door Fleury zelf gefinancierd en ging gepaard met veel moeite door de strenge regels in dit zeer gesloten communistische land. 
Op 5 januari 2006 zond de NOS de documentaire Het schitterende scherm, 50 jaar Journaal  uit, een documentaire van Fleury  over het NOS Journaal, ter gelegenheid van het 50-jarig bestaan daarvan.
Na jaren als onafhankelijk regisseur en documentairemaker te hebben gewerkt trad Fleury in april 2012 bij het Nederlands Filmfonds in dienst als hoofd Documentaires. In het voorjaar van 2015 stopte hij daarmee en werd hij weer onafhankelijk regisseur en documentairemaker.

## Filmografie

### Eigen films
- Beyond Tokyo (1983).
- Shanghai, The People’s City (1985).
- De Buitenwereld (1991). Vervolg op Oorlogsgetuigen: portret van een NSB-dochter, voor de IKON.
- Een sprong van Zes Kikkers (1993). Korte film over een jongetje dat na zes jaar zijn vader weerziet.
- Naakt bestaan (1994, tv). Documentaire over oorlog en vluchtelingen in Rwanda. Samen met Netty Rosenfeld.
- De Taal van geweld (1994).
- Mene tekel (1997). Documentaire over het voorkeursbeleid voor allochtoon personeel bij de Amsterdamse brandweer.
- Sicilië 103 (1999, tv). Over de spiraal van geweld onder invloed van de maffia.
- De Onzichtbare Werkelijkheid (2000), deel 9 in een serie van de IKON. Naar aanleiding van het 9de gebod 'Gij zult geen vals getuigenis spreken', over omgaan met waarheid bij het NOS-journaal.
- Ramses: Où est mon prince (2002).
- Noord-Korea: een dag uit het leven (2004).
- Het schitterende scherm, 50 jaar Journaal (2006, tv).
- Klokken van de keizer (2010).
- Het Oordeel (2011). Een raio (rechterlijk ambtenaar in opleiding) wordt gevolgd tijdens haar opleiding en werk.

### Films in opdracht
- Dag in, dag uit (1984). Voorlichtingsfilm geestelijk gehandicapten.
- Oorlogsgetuigen (1990). Zes portretfilms voor de Anne Frank Stichting.
- Helemaal Alleen (UNICEF) (2007).

Ook leverde Fleury van 1985 tot 1997 bijdragen aan Diogenes, een buitenlandmagazine van de VPRO, en werkte hij van 1987-1996 mee aan diverse commercials, onder meer voor SIRE.